# Хризантема
Хризантема (Chrysanthemum) — рід квіткових рослин з родини айстрових. Складається з майже 40 видів, що зростають у Євразії й на півночі Північної Америки. Також є багато декоративних сортів хризантем. Етимологія: дав.-гр. χρυσός — «золото», дав.-гр. ἄνθεμον — «квітка»; назва рослини походить від одного з різновидів — Chrysanthemum aureum (або parthenium, syn. Tanacetum parthenium) — хризантема з красивим золотистим листям.
Хризантеми зараз переважно вирощують як декоративну рослину, але є окремі види, які використовують як лікарську рослину.
Культура декоративних садових хризантем налічує більше тисячі років. У Китаї, звідки родом більша частина хризантем, садові форми почали виводити ще 551 р. до н. е. Потім хризантеми були завезені до Японії, де стали національним символом. До Європи хризантеми завезли у XVII ст. Деякі види хризантем з успіхом можна вирощувати під відкритим небом, інші — тільки в оранжереях, але всі вони цінуються квітникарями за яскравість фарб, тривале цвітіння, легкість розмноження.

## Використання

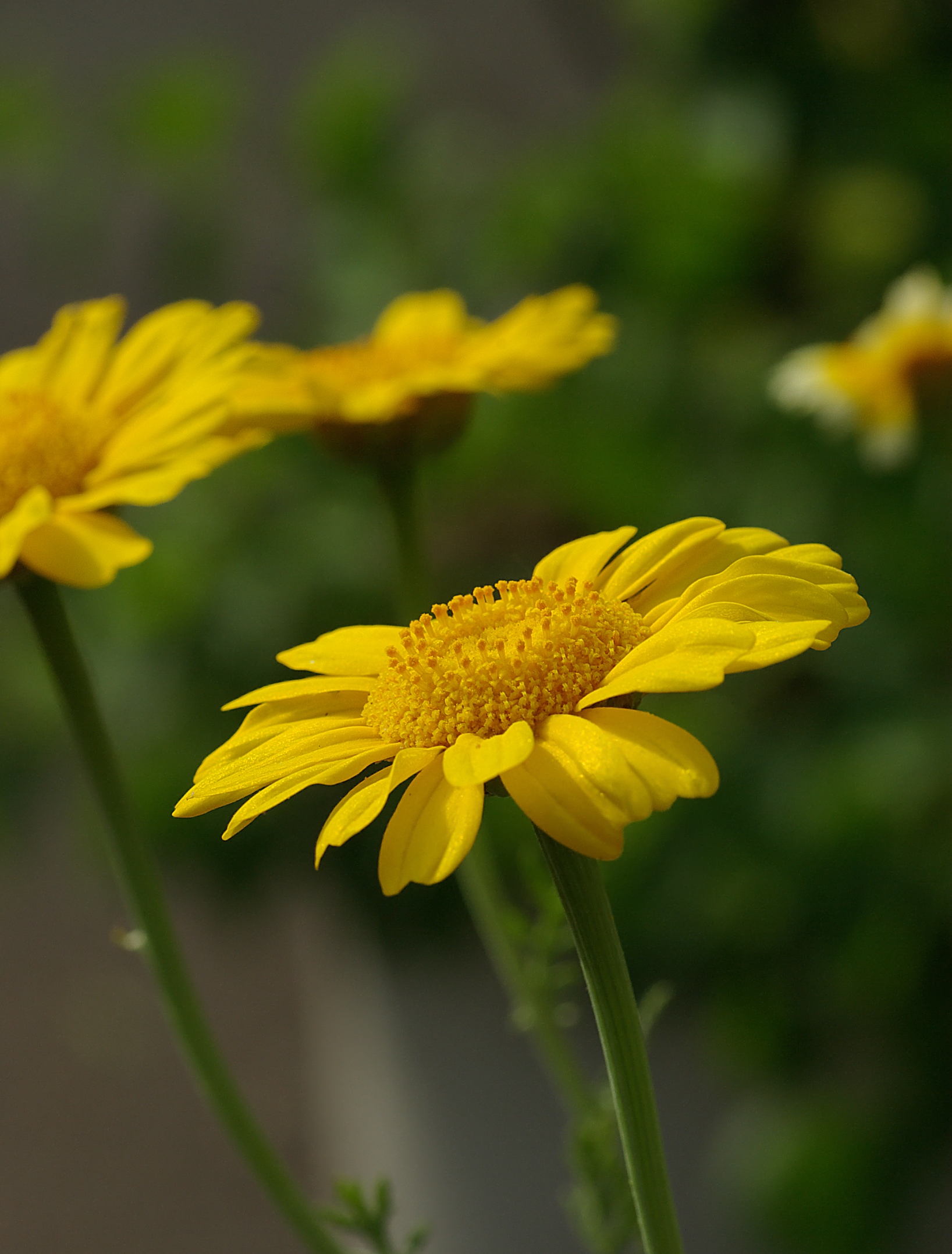
Хризантема

В китайській народній медицині хризантему використовують як лікувальну рослину: її листки призначають при головних болях, а висушені квіти — для покращення апетиту. В багатьох країнах листки і квіти використовували для лікування очних захворювань, малярії, алкоголізму, шлункових захворюваннях, профілактики серцево-судинних захворювань.

## Символіка
Хризантеми мають багато символічних значень, зокрема хризантема є одним із символів Японії. Хризантему традиційно зображають на монетах і емблемі імператора Японії, а одна з найвищих нагород країни — орден Хризантеми.
Свято Хризантем в Японії — це особливий ритуал: виконуючи його потрібно милуватися кожним відтінком квітки, при цьому поринаєш у глибокі роздуми про сенс життя і пройдений шлях.
Свято хризантем у Китаї — Чун'янцзє, відзначається 9-го числа дев’ятого місяця за місячним календарем. Це свято припадає на золоту осінню пору, коли пишно цвітуть хризантеми, тому однією з традицій на це свято в Китаї є милування хризантемами.

## Список видів
| - Chrysanthemum ×grandiflorum Ramat. - Chrysanthemum ×rubellum Sealy - Chrysanthemum abolinii (Kovalevsk.) - Chrysanthemum achillaea - Chrysanthemum alabasicum (H.C.Fu) - Chrysanthemum brachyanthum (C.Shih) - Chrysanthemum chalchingolicum Grubov - Chrysanthemum coreanum (H.Lév. & Vaniot) Nakai - Chrysanthemum decaisneanum N.E.Br. - Chrysanthemum delavayanum - Chrysanthemum dichrum (C.Shih) - Chrysanthemum fastigiatum (C.Winkl.) - Chrysanthemum gracile (Hook.f. & Thomson) H.Ohashi & Yonek. - Chrysanthemum grubovii (Muldashev) | - Chrysanthemum hypoleucum (C.Shih) - Chrysanthemum indicum L. - Chrysanthemum junnanicum (Poljakov) H.Ohashi & Yonek. - Chrysanthemum khartense (Dunn) - Chrysanthemum kinokuniense (Shimot. & Kitam.) - Chrysanthemum kokanicum (Krasch.) - Chrysanthemum konoanum Makino - Chrysanthemum marginatum (Miq.) N.E.Br. - Chrysanthemum mawei - Chrysanthemum maximum L. - Chrysanthemum miyatojimense Kitam. - Chrysanthemum morifolium Ramat. - Chrysanthemum multifidum Desf. - Chrysanthemum nitidum (C.Shih) | - Chrysanthemum parvifolium - Chrysanthemum przewalskii (Poljakov) - Chrysanthemum purpureiflorum - Chrysanthemum ramosum (C.C.Chang) - Chrysanthemum rhombifolium - Chrysanthemum roborowskii (Muldashev) - Chrysanthemum shihchuanum - Chrysanthemum shimotomaii Makino - Chrysanthemum trilobatum (Poljakov ex Poljakov) - Chrysanthemum tripinnatisectum - Chrysanthemum vestitum (Hemsl.) Stapf - Chrysanthemum yoshinyanthemum - Chrysanthemum zawadskii Herbich - Chrysanthemum zawodskii |

## Хризантеми в літературі
- Древні японські поети прославили хризантему в своїх віршах.
- Хризантемам присвячено оповідання Карела Чапека "Блакитна хризантама" (Modrá chryzantéma).